# Vorarlberger Landesrat
Der Vorarlberger Landesrat war in den Jahren 1918 bis 1920 ein Verwaltungsorgan des österreichischen Bundeslands Vorarlberg. Er war zunächst von der provisorischen Landesversammlung als alleiniges Exekutivorgan und damit als Nachfolger sowohl des Landesausschusses als auch der k.u.k. Statthalterei für Tirol und Vorarlberg eingesetzt worden, allerdings ab 14. November 1918 wieder nur für die autonome Landesverwaltung zuständig.
Die Abgeordneten der Provisorischen Landesversammlung, des Vorgängers des heutigen Landtags, bestimmten in ihrer konstituierenden Sitzung am 3. November 1918 den Vorarlberger Landesrat als alleiniges Verwaltungsorgan für Vorarlberg. Dieses Exekutivorgan sollte unter der Leitung eines Landespräsidenten der Landesversammlung verantwortlich sowohl die staatliche als auch die autonome Landesverwaltung führen.
Am 14. November 1918 wurde diese Struktur jedoch durch die Provisorische Nationalversammlung verworfen, die mit dem Gesetz betreffend die Übernahme der Staatsgewalt in den Ländern eine Landesregierung als staatliche Landesverwaltung im Auftrag der Staatsregierung und den Landesrat als autonomes Verwaltungsorgan des Landtags einrichteten. Beide Kollegialorgane wurden vom Landeshauptmann in Personalunion geleitet.
Mit der Einführung des Bundes-Verfassungsgesetzes, das die Landesregierung als oberste Landesverwaltungsbehörde und den Landeshauptmann als Träger der mittelbaren Bundesverwaltung einrichtete, ging der Vorarlberger Landesrat in der neuen Landesregierung auf. Die übrigen bisherigen Mitglieder des Landesrates wurden Mitglieder der neuen Landesregierung.